# حسین ظریف‌منش
حسین ظریف‌منش از فرماندهان سپاه پاسداران انقلاب اسلامی، مدیرعامل بنیاد بین‌المللی غدیر و فرمانده سابق دانشگاه جامع امام حسین است.
ظریف‌منش در سال ۱۳۶۸ به معاون آموزش و اشتغال بنیاد مستضعفان و جانبازان انقلاب اسلامی منصوب شده بود.